# Margus Ader
Margus Ader (* 15. Februar 1977 in Võru) ist ein ehemaliger estnischer Biathlet.
Margus Ader gab sein internationales Debüt bei den Biathlon-Juniorenweltmeisterschaften 1997 in Forni Avoltri, wo er Siebter des Einzels wurde. In der Saison 1997/98 bestritt er in Östersund sein erstes Rennen im Biathlon-Weltcup und wurde 103. in einem Einzel. Im weiteren Saisonverlauf erreichte er bei einem Sprint in Pokljuka als 69. erstmals eine Platzierung unter den besten 100. 1999 nahm Ader in Oslo erstmals an den Biathlon-Weltmeisterschaften teil und wurde 54. des Einzels. Bei den Sommerbiathlon-Weltmeisterschaften 1999 in Minsk gewann er mit Dimitri Borovik, Roland Lessing und Indrek Tobreluts hinter den Teams aus Russland und Lettland im Staffelrennen die Bronzemedaille. Auch ein Jahr später kam er, erneut in Oslo, bei der WM im Einzel zum Einsatz und wurde 60. 2001 beendete er das Einzel in Pokljuka als überrundeter Läufer nicht, mit Janno Prants, Indrek Tobreluts und Dimitri Borovik kam er als Schlussläufer der Staffel auf Rang 15. Saisonabschluss wurde die Militär-Skiweltmeisterschaft 2001 in Jericho, wo er 51. des Sprints wurde. Saisonhöhepunkt des folgenden Jahres wurden die Biathlon-Europameisterschaften 2002 in Kontiolahti. Ader wurde 17. des Einzels, 24. des Sprints und 29. der Verfolgung. 2003 wurde er in Forni Avoltri 43. des Einzels, 42. des Sprints sowie 34. des Verfolgungsrennens der Europameisterschaften.
Höhepunkte des Jahres 2004 waren die Militär-Skiweltmeisterschaft in Östersund, wo Ader 31. des Sprints und mit Priit Narusk, Janno Prants und Dimitri Borovik 13. mit der Militärpatrouille wurde, sowie die Sommerbiathlon-Weltmeisterschaften 2004 in Osrblie. In der Slowakei wurde der Este Elfter des Sprints, 14. der Verfolgung, 12. des Massenstarts und mit Indrek Tobreluts, Priit Viks und Dimitri Borovik Fünfter im Staffelrennen. Gegen Ende der Saison 2004/05 schaffte Ader in Pokljuka bei einem Sprint als 36. sein bestes Weltcup-Ergebnis. Es folgten mit den Biathlon-Weltmeisterschaften 2005 in Hochfilzen die letzten Welttitelkämpfe Aders. Im Einzel belegte er den 46., mit Prants, Lessing, und Borovik im Staffelrennen den 16. Platz. 2006 beendete er nach einer Saison mit nur einem Weltcup-Einsatz und vor allem Rennen im Biathlon-Europacup seine aktive Karriere.
Nach seiner aktiven Karriere arbeitete Ader in offizieller Position für den estnischen Verband.

## Weltcupstatistik
Die Tabelle zeigt alle Platzierungen (je nach Austragungsjahr einschließlich Olympische Spiele und Weltmeisterschaften).
- 1.–3. Platz: Anzahl der Podiumsplatzierungen
- Top 10: Anzahl der Platzierungen unter den ersten zehn (einschließlich Podium)
- Punkteränge: Anzahl der Platzierungen innerhalb der Punkteränge (einschließlich Podium und Top 10)
- Starts: Anzahl gelaufener Rennen in der jeweiligen Disziplin

| Platzierung         | Einzel | Sprint | Verfolgung | Massenstart | Staffel | Gesamt |
| ------------------- | ------ | ------ | ---------- | ----------- | ------- | ------ |
| 1. Platz            |        |        |            |             |         |        |
| 2. Platz            |        |        |            |             |         |        |
| 3. Platz            |        |        |            |             |         |        |
| Top 10              |        |        |            |             | 5       | 5      |
| Punkteränge         |        |        |            |             | 12      | 12     |
| Starts              | 10     | 15     |            |             | 12      | 37     |
| Stand: Karriereende |        |        |            |             |         |        |